# Zwartstreepsmalbok
De zwartstreepsmalbok of tweekleurige smalboktor (Stenurella melanura) is een insect uit de familie van de boktorren (Cerambycidae). De wetenschappelijke naam wordt ook weleens als Strangalia melanura geschreven. Deze soort heeft vele Nederlandse namen als zwartpuntsmalbok, bruine smalbok of distelbok, hoewel deze laatste naam voor de soort Agapanthia villosoviridescens staat.

## Beschrijving
Deze kever heeft een zeer smal lichaam en is bruin van kleur, de kop, poten en tasters zijn zwart. Meestal is de punt van de dekschilden zwart gekleurd, maar dat is niet altijd goed te zien. Ook het midden van het achterlijf, rond de naad tussen de dekschilden is vaak zwart gekleurd, bij vrouwtjes wat meer dan bij mannetjes, en de tasters zijn ongeveer zo lang als het lichaam. Over het hele lichaam is een fijne, fluweelachtige beharing aanwezig. Mannetjes hebben een iets gelere kleur dekschilden, vrouwtjes een wat rodere kleur, maar dat is niet altijd goed te zien. De kever wordt ongeveer 6 tot 10 millimeter lang.

## Algemeen
De zwartstreepsmalbok komt voor in geheel Europa, inclusief de Kaukasus en Turkije, ook in Iran. De larve is tweejarig en leeft van dood en rottend hout van diverse loofboomsoorten. De boktor eet alleen stuifmeel en nectar, en is veelvuldig op bloemen te zien.

## Galerij

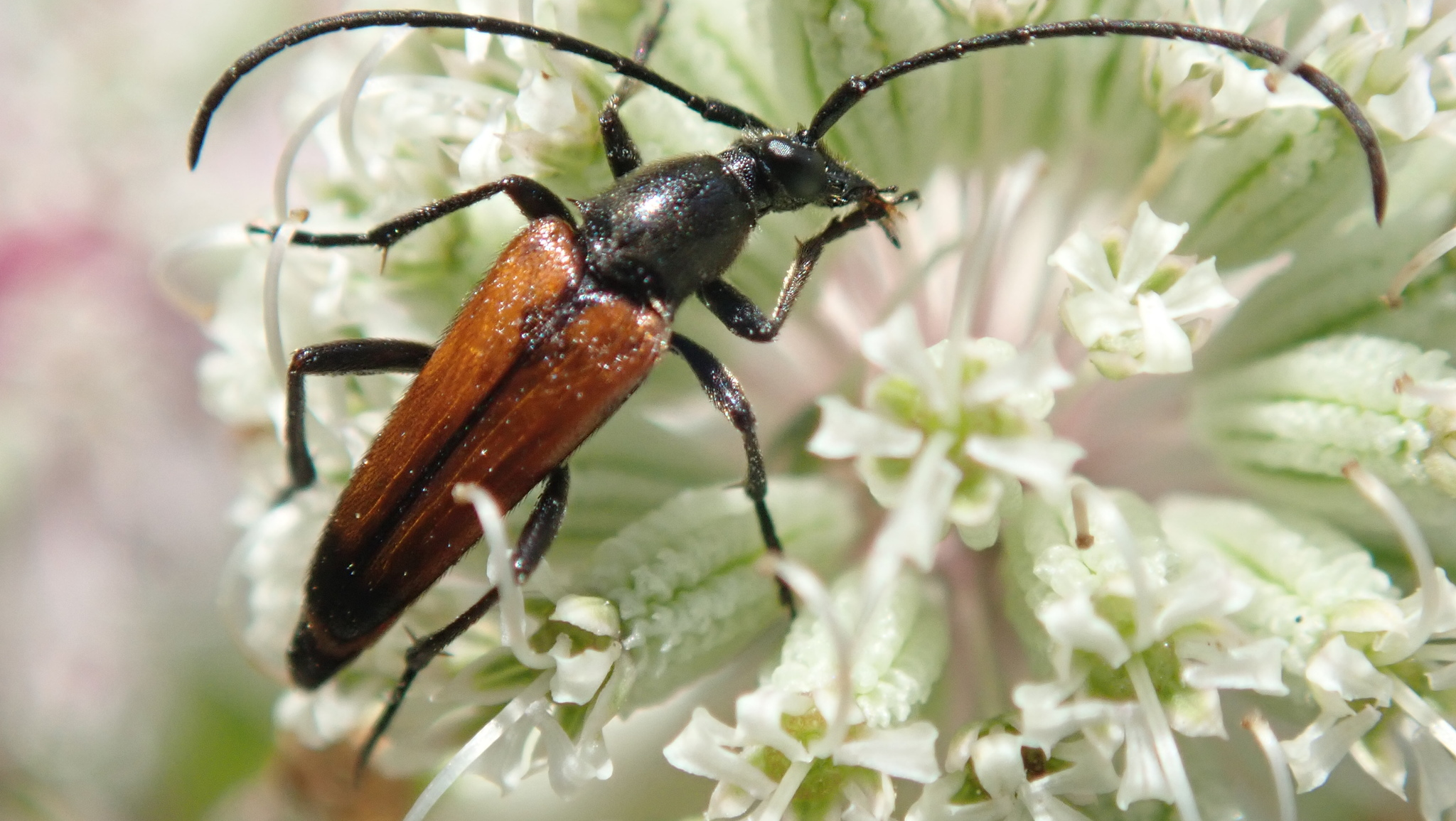